# Pas de problème !
Pour plus de détails, voir Fiche technique et Distribution.
Pas de problème ! est un film français réalisé par Georges Lautner, sorti en 1975.

## Synopsis
Poursuivi par deux tueurs, un homme vient mourir par un concours de circonstances hasardeux chez Anita Boucher, récemment sortie de prison. Pour éviter d'avoir des ennuis, elle cache le cadavre dans le coffre de la voiture du père de Jean-Pierre Michalon, qu'elle a rencontré en boîte de nuit. Or le père de Jean-Pierre, Edmond, arrive plus tôt que prévu, et repart avec sa voiture retrouver sa femme en Suisse. Jean-Pierre et Anita, accompagnés de Daniel, l'ancien copain d'Anita, se lancent à la recherche de la voiture pour l'empêcher de passer la frontière...

## Fiche technique
- Titre : Pas de problème !
- Réalisation : Georges Lautner
- Scénario : Jean-Marie Poiré
- Production : Alain Poiré
- Société de production : Gaumont
- Musique : Philippe Sarde
- Photographie : Maurice Fellous
- Montage : Michelle David
- Cascades automobiles de : Rémy Julienne
- Pays d'origine :  France
- Format : couleur - 1,66:1 - mono - 35 mm
- Genre : comédie
- Durée : 105 minutes
- Date de sortie : 18 juin 1975 en France

## Distribution
- Miou-Miou : Anita Boucher
- Jean Lefebvre : Edmond Michalon
- Bernard Ménez : Jean-Pierre Michalon
- Henri Guybet : Daniel
- Paula Moore : Emmanuelle
- Anny Duperey : Janice
- Renée Saint-Cyr : le docteur Laville
- Maria Pacôme : Madame Michalon
- Lionel Vitrant : le cadavre encombrant
- Jean Luisi : le tueur en noir, passager de l'auto
- Henri Cogan : le tueur en noir, conducteur de l'auto
- Robert Dalban : Maurice, le concierge de l'hôtel
- Jean-Jacques Moreau : le douanier français
- Paul Mercey : un douanier suisse
- Jean-Paul Farré
- Patrick Dewaere : le barman
- Gérard Jugnot : le serrurier
- Abderrahmane El Kébir : le voisin du dessus d'Anita
- Marc Ariche
- Alain Chevestrier dit Bouboule : le pot-de-colle dans les toilettes de la station-service
- René Brun
- Jean-Louis Castelli
- Samantha Llorens
- Eva Lucke : la fille dans le lit de Daniel

## La musique du film
- La musique originale du film a été composée par Philippe Sarde.
- La chanson Y a pas de problème est interprétée par Boulou Elios & Los Gitanos.
- Quand l'homme meurt dans l'appartement d'Anita, on entend la chanson de Martin Dune (alias Jean-Marie Poiré) : Platon.
- Quand Miou-Miou danse avec Bernard Menez dans la boîte de nuit, on entend la chanson de Martin Dune (alias Jean-Marie Poiré) : Label Motel.
- Le slow entendu dans la boîte de nuit (scène avec Patrick Dewaere) est la musique d'un film italo-français de 1970 de Marco Vicario : Un prêtre à marier (Il prete sposato). La musique en a été composée par Armando Trovajoli et est interprétée par I Cantori Moderni di Alessandroni.

## Autour du film
- Jean Lefebvre, Miou-Miou, Henri Guybet, Renée Saint-Cyr, Jean-Jacques Moreau, Robert Dalban, Henri Cogan et Jean Luisi se retrouvent après Quelques messieurs trop tranquilles. A noter que le personnage joué par Jean Lefebvre se nomme encore Michalon (comme dans un autre film de Georges Lautner, Ne nous fâchons pas), et ici encore, Jean Luisi et Henri Cogan font un duo de malfrats.
- La voiture de Jean Lefebvre est une Citroën DS 20 Pallas de 1970. La voiture de Henri Guybet est une Plymouth Fury III Station Wagon de 1966.
- Le générique de début de ce film est projeté dans un cinéma dans une scène d'un autre film de Georges Lautner : Flic ou voyou, tourné en 1978, avec Jean-Paul Belmondo dans le rôle principal.